# Santa Catarina
Santa Catarina è uno Stato federato del Brasile, localizzato al centro della Regione Sud. La sua capitale, nonché sede del governo, è la città di Florianópolis, il cui 97% del territorio si trova sull'isola di Santa Catarina. Lo Stato ha il 3,4% della popolazione brasiliana e produce il 3,8% del PIL brasiliano.
Le sue dimensioni territoriali sono di poco superiori a quelle dell'Ungheria, confina a nord con lo Stato del Paraná, a sud con lo Stato del Rio Grande do Sul, a est con l'oceano Atlantico e a ovest con l'Argentina. La sua costa oceanica è lunga circa 450 km.
La sua colonizzazione fu per la maggior parte opera di immigrati europei: gli azzorriani colonizzarono le coste nel XVIII secolo, i tedeschi colonizzarono la Vale do Itajaí, parte della regione sud e del nord dello Stato nella metà dell'Ottocento e gli italiani colonizzarono il Sud alla fine del medesimo secolo. L'Ovest catarinense fu colonizzato dai gaúchos di origine italiana e tedesca nella prima metà del XX secolo. Gli indici sociali lo collocano tra le migliori unità federative del Brasile per qualità della vita, secondo solo al Distretto Federale e a San Paolo.

## Clima
Interamente a sud del tropico del Capricorno, localizzato nella zona temperata meridionale del pianeta, lo Stato brasiliano possiede un clima subtropicale. Queste condizioni variano secondo la morfologia della regione: se a ovest e nel Planalto Serrano sono relativamente comuni la brina e le nevicate, nel litorale il clima è più caldo, raggiungendo alte temperature durante la stagione estiva. Alla fine del 2008 alcune regioni dello Stato, principalmente quelle della Vale do Itajaí, sono state colpite da inondazioni a seguito di un intenso periodo di piogge.

## Geografia fisica
Sulla costa atlantica si trovano molte spiagge, isole, baie e insenature. Nel centro dello Stato si estendono boschi di pino brasiliano, mentre a sud-ovest prevalgono le praterie e a est e a ovest le foreste.
Santa Catarina è considerato lo Stato più freddo del Brasile. Grazie alla presenza di vari rilievi si possono verificare nevicate. Negli anni novanta, durante un inverno piuttosto rigido, nelle campagne scesero circa 2 metri di neve, pari alla quantità di neve che scende ogni anno sul Canada.

## Storia

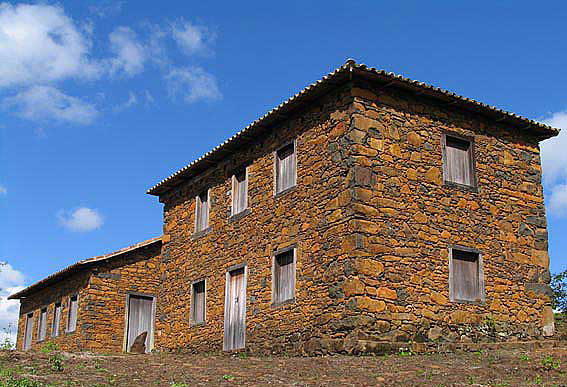
Una casa in pietra costruita dagli immigrati italiani a Nova Veneza

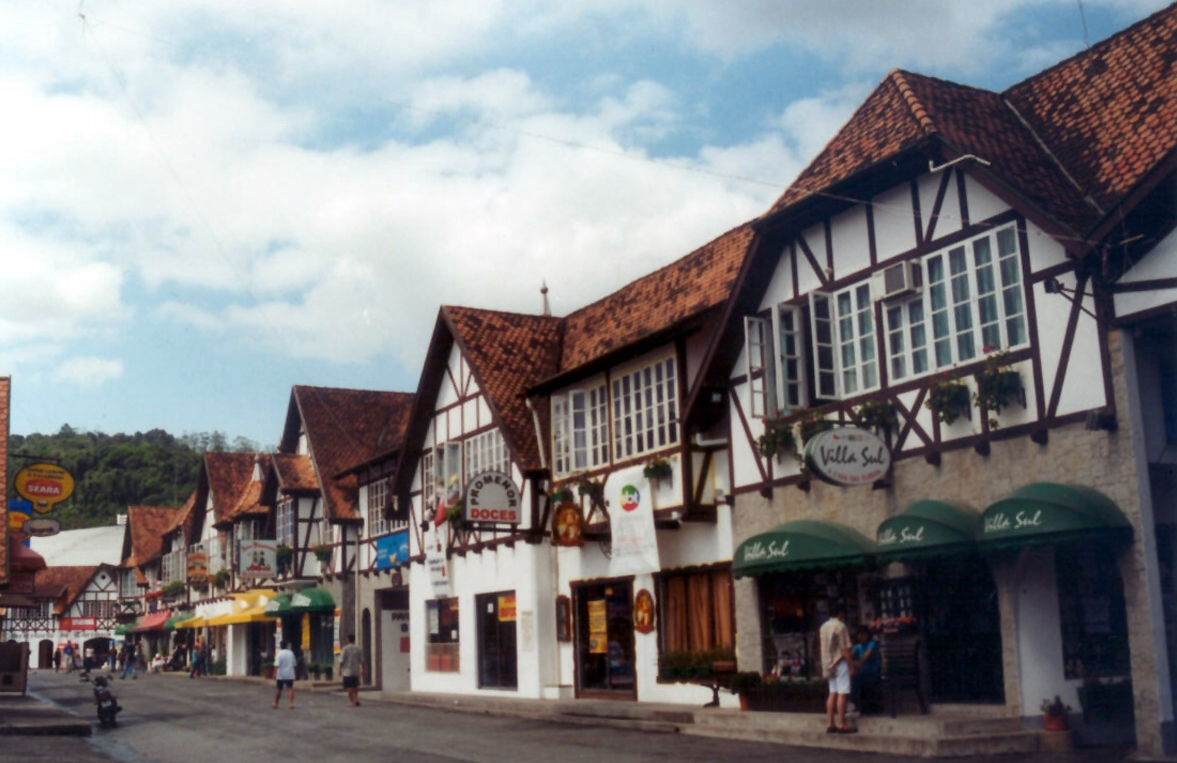
Case con intelaiatura a traliccio, tipiche dell'Europa centrale, costruite dagli immigrati tedeschi

Il primo insediamento nel territorio si ebbe nel 1542 per opera degli spagnoli. A essi subentrarono nel 1675 i portoghesi, che nel 1738 crearono un capitanato. L'attuale territorio di Santa Catarina venne popolato da immigrati europei, soprattutto tedeschi e italiani, in particolar modo veneti dopo l'annessione del Veneto all'Italia, avvenuta nel 1866, e del Trentino (all'epoca appartenente all'Impero austro-ungarico) che vi giunsero in gran numero nel corso del XIX secolo.
A essi si aggiunsero poi altri italiani, polacchi e russi, contribuendo così a creare molte piccole fattorie a conduzione familiare nelle zone interne del paese. Città come Nova Trento e molte altre cittadine dalle caratteristiche architettoniche trentine o tirolesi dimostrano la massiccia presenza di popolazioni emigrate dall'allora Impero austro-ungarico. Un'altra città conosciuta per le sue caratteristiche italiana è Urussanga, dove molti immigranti italiani dal Veneto arrivarono nel corso del XIX secolo, principalmente dalla provincia di Belluno.
Verso la fine del marzo 2004 lo Stato fu colpito dal primo uragano registrato nell'Atlantico meridionale. Non esistendo un nome per un simile fenomeno, i meteorologi brasiliani hanno coniato l'espressione "ciclone Catarina".

## Economia

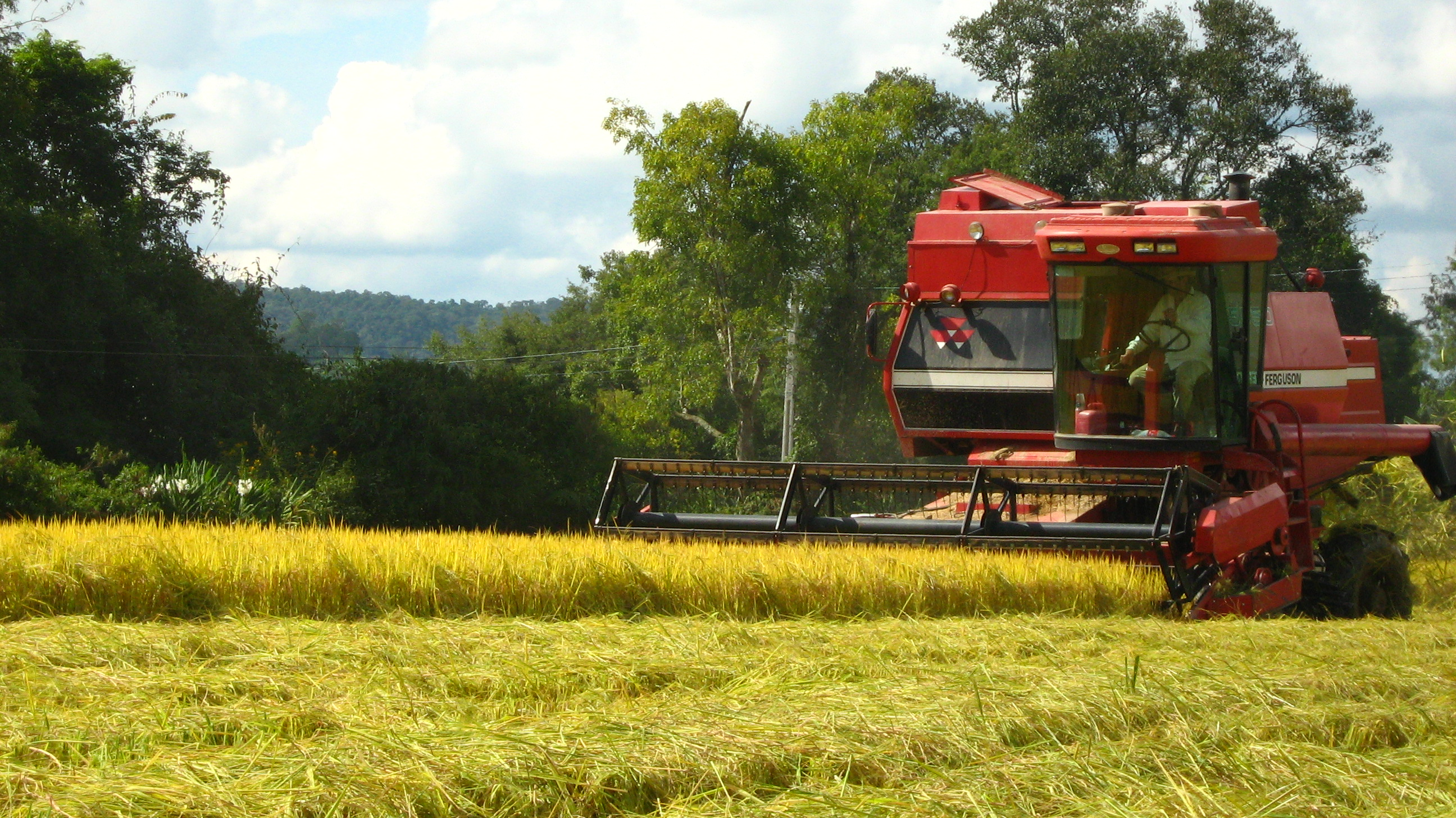
Piantagione di riso vicino a Rio do Sul

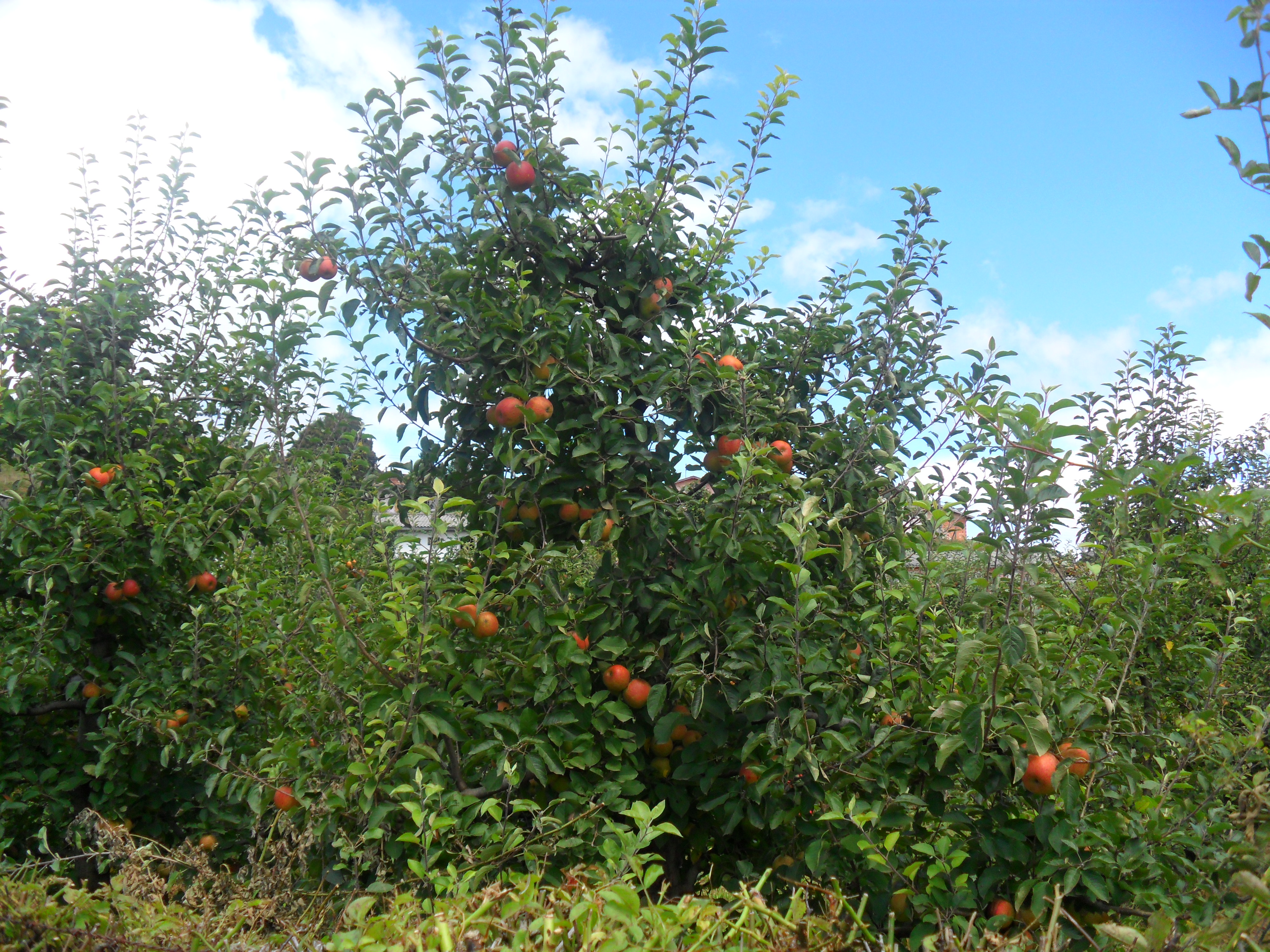
Mela a Bom Jardim da Serra

Santa Catarina è il sesto Stato più ricco del Brasile, con un'economia diversificata e industrializzata. L'economia di Santa Catarina è basata sull'industria (principalmente agroalimentare, tessile, ceramica e metalmeccanica), mineraria e zootecnica. Lo Stato è il più grande esportatore di pollo e carne di maiale del Brasile, con Sadia (Concórdia) e Perdigão (Videira) che sono le due maggiori società alimentari del Brasile. Tra le industrie ci sono WEG (Jaraguá do Sul) uno dei maggiori produttori di motori elettrici nel mondo, EMBRACO, produttore di compressori per frigoriferi, e Hering, industria tessile. Le industrie degli elettrodomestici nel Nord dello Stato sono altamente sviluppate, con marchi di fama nazionale come Consul e Brastemp (entrambi di Joinville). Oltre alla capitale, altre città importanti dal punto di vista economico sono Chapecó, Joinville, il centro turistico di Balneário Camboriú e Blumenau, città sede della Oktoberfest (la seconda al mondo per dimensioni).
In agricoltura, lo Stato si distingue per la produzione di riso, mela e cipolla, oltre ad avere un'importante produzione di soia, mais, banana, uva, aglio, orzo, grano e yerba mate.

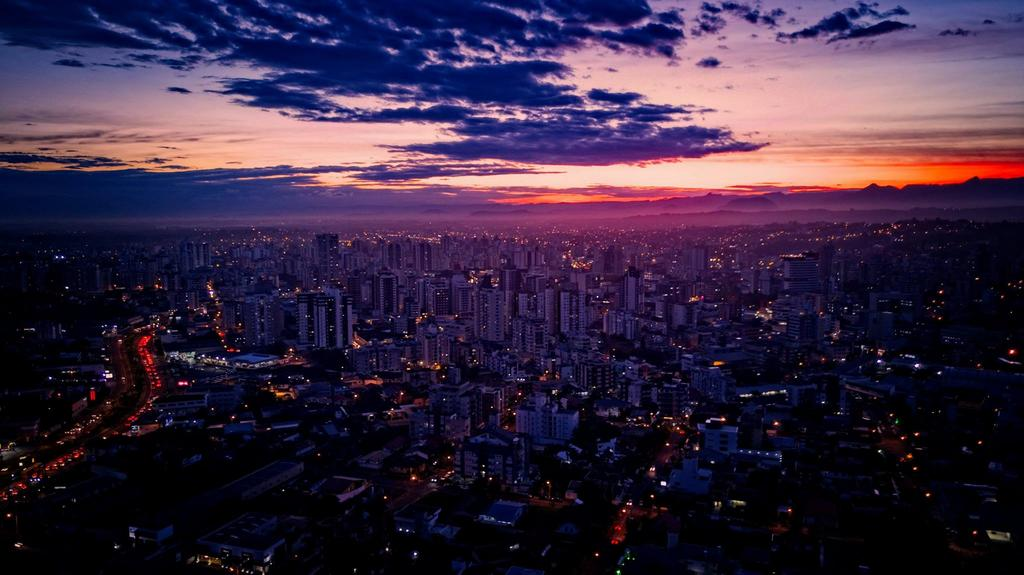
Tramonto a Criciúma

Con solo l'1,12% del territorio nazionale, Santa Catarina è stato l'ottavo maggior produttore di mais e l'undicesimo più grande produttore di soia in Brasile, nel 2017. Ma quando si tiene conto del volume prodotto per dimensione dell'area, lo Stato diventa il leader nazionale nel mais, con una media di 8 100 chilogrammi per ettaro, e il secondo nella produttività della soia, con 3 580 chilogrammi per ettaro. In 15 anni, c'è stata una crescita del 118% nella produttività del mais e del 58% nella soia. Nel 2019, la produzione di mais nello Stato ha raggiunto 2,8 milioni di tonnellate (nel 2018 il Brasile era il terzo produttore al mondo, con 82 milioni di tonnellate. Tuttavia, la domanda annuale di mais nello Stato è di 7 milioni tonnellate: il 97% è destinato al consumo animale, in particolare per la produzione di suini e polli da carne (83,8%), poiché Santa Catarina è il più grande Stato produttore di suini in Brasile e il secondo di pollame. Il deficit è coperto dalle importazioni interstatali, principalmente dal Mato Grosso do Sul, Mato Grosso, Paraná e Goiás, e da Paesi come l'Argentina e il Paraguay. Nella produzione di soia, nel 2019 lo Stato ha raccolto 2,3 milioni di tonnellate (il Brasile ha prodotto 116 milioni di tonnellate quest'anno, essendo il più grande produttore al mondo).
È stato il secondo produttore di riso del Paese nel 2020, secondo solo al Rio Grande do Sul. Quest'anno, ha raccolto circa 1,1 milioni di tonnellate di prodotto. La produzione nazionale totale è stata di 10,5 milioni di tonnellate quest'anno.
I tre Stati meridionali del Brasile sono responsabili del 95% della produzione nazionale di mela e Santa Catarina appare in cima alla lista di produzione, in competizione con il Rio Grande do Sul. Il territorio di São Joaquim è responsabile del 35% della piantagione di mele nazionale.
Santa Catarina è anche leader nazionale nella produzione di cipolla. Nel 2017, ha prodotto 630.000 tonnellate, soprattutto nei comuni di Alfredo Wagner, Angelina e Rancho Queimado.
Nella produzione di banane, nel 2018 Santa Catarina è stata il quarto produttore nazionale.
Santa Catarina è stata il terzo produttore di aglio in Brasile nel 2018, con una superficie coltivata di circa duemila ettari. La regione di Curitibanos è il più grande produttore dello Stato.
Santa Catarina è uno dei pochi Stati brasiliani che coltiva orzo. Nel periodo 2007-2011, lo Stato aveva il 2,5% della produzione nazionale. La coltura è stata concentrata nelle microregioni di Canoinhas (57,6%), Curitibanos (26,5%) e Xanxerê (11,5%). È anche uno dei pochi Stati che coltiva grano, anche per il fattore climatico. Nel 2019, la produzione stimata dello Stato era di 150 000 tonnellate, ancora piccola rispetto ai 2,3 milioni di tonnellate prodotte sia dal Rio Grande do Sul sia dal Paraná. Poiché il Paese deve importare questi due cereali in grandi volumi ogni anno, lo Stato ha cercato di stimolare la produzione di colture di cereali invernali con programmi di incentivazione.
Per quanto riguarda yerba mate, Santa Catarina ha prodotto quasi 100 000 tonnellate nel 2018, principalmente nelle città di Chapecó e Canoinhas.

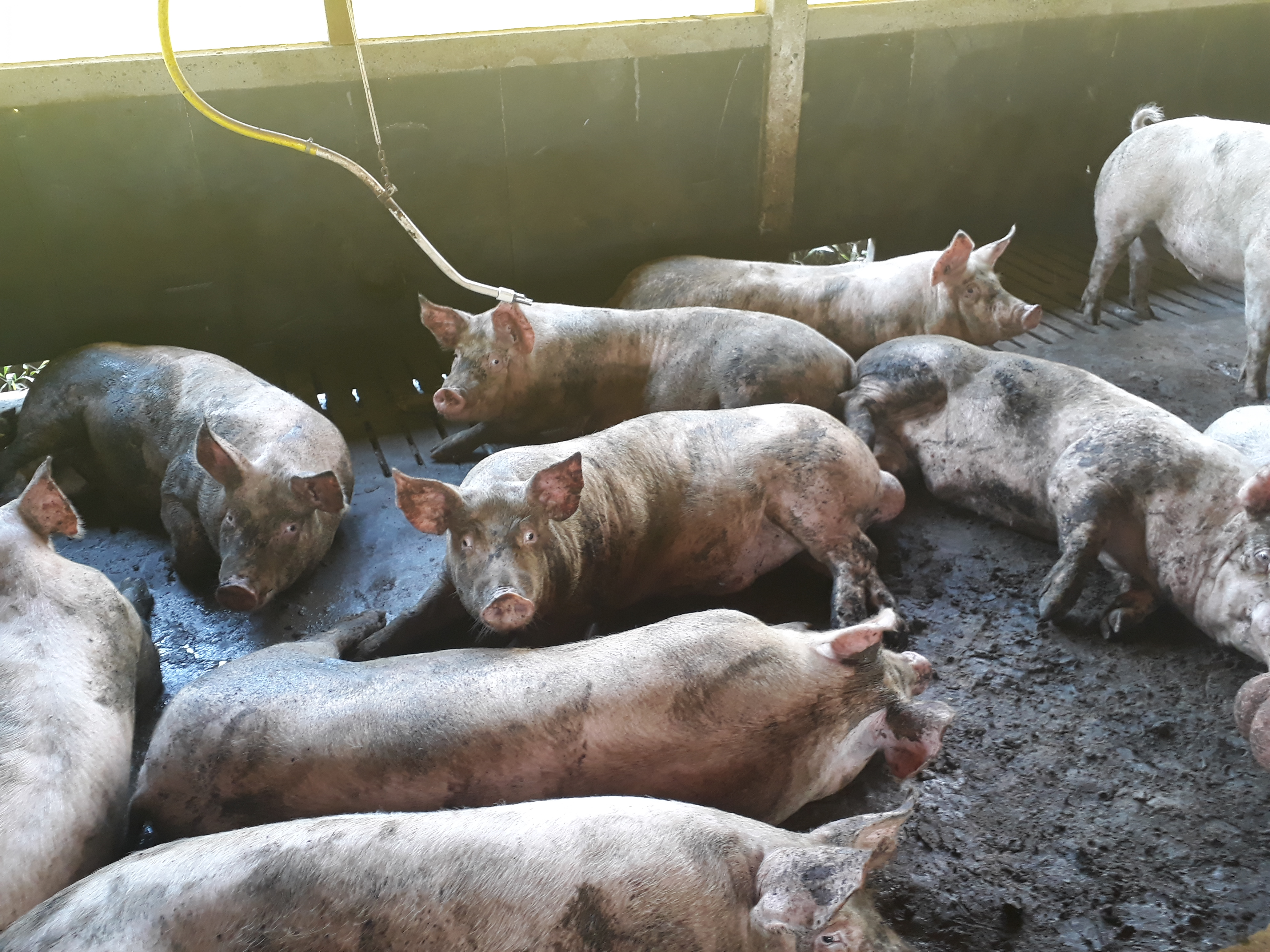
Allevamento di suini in Jaborá

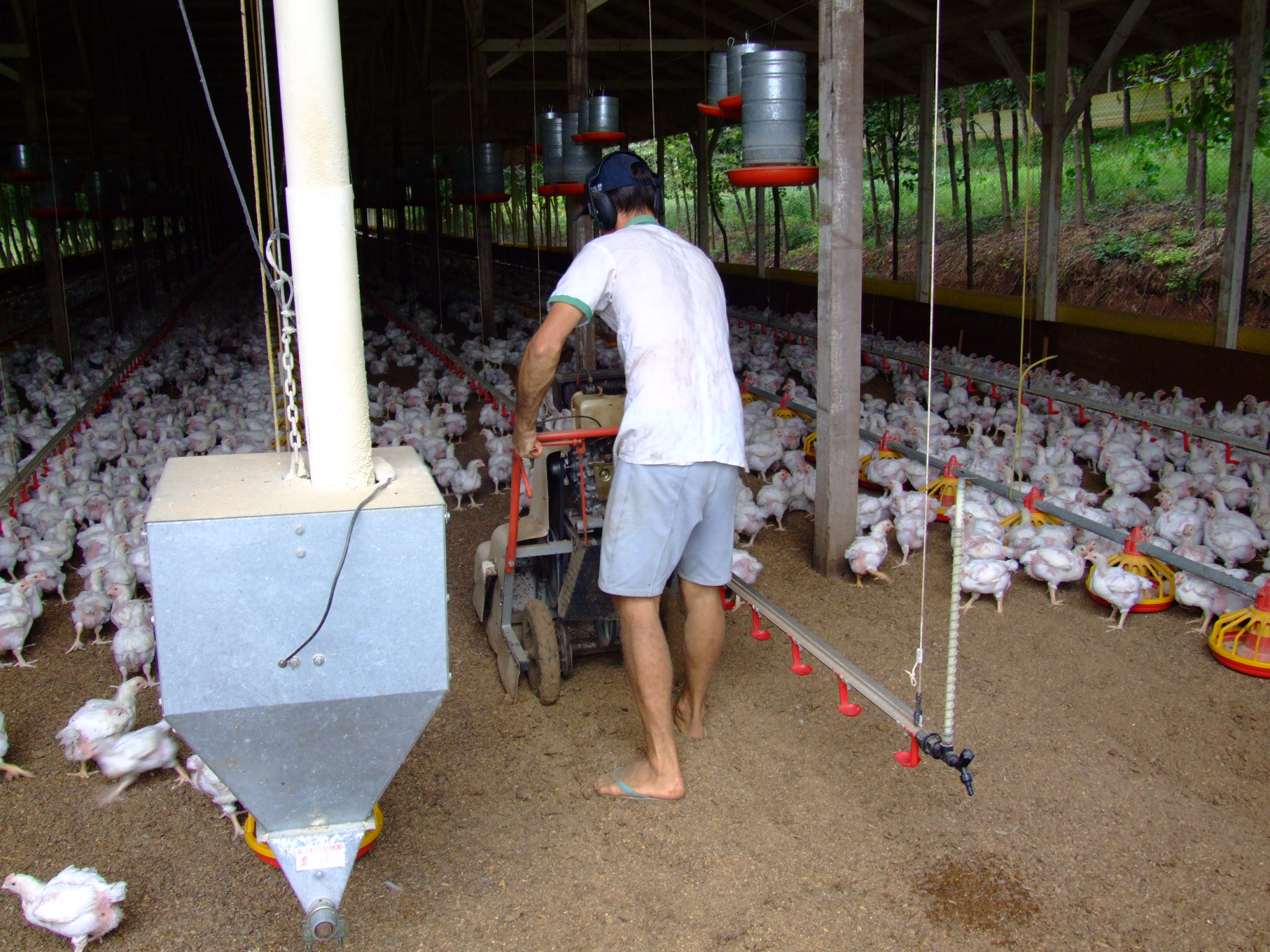
Uccelli in Campos Novos

Lo Stato ha avuto una produzione annuale di circa 23 000 tonnellate di uva nel 2019, con l'86% della produzione statale situata nei comuni di Caçador, Pinheiro Preto, Tangará e Videira. Tuttavia, la maggior parte della produzione nazionale è nel Rio Grande do Sul (664,2 mila tonnellate nel 2018).
Nella carne di maiale, Santa Catarina è il più grande produttore del Brasile. Lo Stato è responsabile del 28,38% della macellazione del Paese e del 40,28% delle esportazioni brasiliane di carne di maiale. Il numero di suini in Brasile era di 41,1 milioni di capi nel 2017. Santa Catarina aveva il 19,7% del totale.
Il numero di polli in Brasile era di 1 400 milioni di capi nel 2017. Santa Catarina aveva il 10,8% del totale nazionale, essendo il quarto Stato brasiliano più grande.
Nella produzione di latte, il Brasile è il quinto produttore di latte al mondo, avendo ottenuto, nel 2018, quasi 34 miliardi di litri, il 4% della produzione mondiale. Lo Stato di Santa Catarina è responsabile dell'8,78% della produzione nazionale, quasi 3 miliardi di litri di latte. Nella produzione di uova, Santa Catarina rappresentava il 4,58% del totale nazionale, che era di 3,6 miliardi di dozzine nel 2018. Solo lo Stato era responsabile di 165 milioni di dozzine.
Nell'allevamento di manzo, il Brasile aveva quasi 215 milioni di capi nel 2017. Santa Catarina aveva circa 5 milioni di capi di bestiame nel 2018.
Santa Catarina è stata il quinto produttore di miele nel Paese nel 2017, con il 10,2% del totale nazionale.
La pesca gioca un ruolo importante nell'economia dello Stato. La produzione di ostriche, capesante e cozze in Brasile è stata di 20,9 mila tonnellate nel 2017. Santa Catarina è stato il principale Stato produttore, responsabile del 98,1% della produzione nazionale. Palhoça, Florianópolis e Bombinhas hanno guidato la classifica dei comuni.
Santa Catarina è il più grande produttore di carbone in Brasile, principalmente nella città di Criciúma e nei suoi dintorni. La produzione di carbone minerale grezzo in Brasile è stata di 13,6 milioni di tonnellate nel 2007. Santa Catarina ha prodotto 8,7 Mt (milioni di tonnellate); Rio Grande do Sul, 4,5 Mt; e Paraná, 0,4 Mt. Nonostante l'estrazione di carbone minerale in Brasile, il Paese deve ancora importare circa il 50% del carbone consumato, poiché il carbone prodotto nel Paese è di bassa qualità, poiché ha una concentrazione inferiore di carbonio. I Paesi che forniscono carbone al Brasile includono il Sudafrica, gli Stati Uniti e l'Australia. Il carbone in Brasile fornisce, in particolare, impianti termoelettrici che consumano circa l'85% della produzione. L'industria del cemento nel Paese, invece, si rifornisce di circa il 6% di questo carbone, lasciando il 4% alla produzione di carta cellulosa e solo il 5% alle industrie alimentari, ceramiche e dei cereali. Il Brasile ha riserve di torba, lignite e carbon fossile. Il carbone ammonta a 32 miliardi di tonnellate di riserve e si trova principalmente nel Rio Grande do Sul (89,25% del totale), seguito da Santa Catarina (10,41%). Il deposito di Candiota (RS) ha solo il 38% di tutto il carbone nazionale. Poiché è un carbone di qualità inferiore, viene utilizzato solo nella produzione di energia termoelettrica e nel sito di deposito. La crisi petrolifera degli anni 1970 ha portato il governo brasiliano a creare il Piano di mobilitazione energetica, con intense ricerche per scoprire nuove riserve di carbone. Il Servizio Geologico del Brasile, attraverso lavori effettuati a Rio Grande do Sul e Santa Catarina, ha notevolmente aumentato le riserve di carbone precedentemente note tra il 1970 e il 1986 (principalmente tra il 1978 e il 1983). Carbone di buona qualità, adatto per l'uso in metallurgia e in grandi volumi (sette miliardi di tonnellate), è stato successivamente scoperto in vari depositi nel Rio Grande do Sul (Morungava, Chico Lomã, Santa Teresinha), ma a profondità relativamente grandi (fino a 1 200 m), che finora ne ha impedito l'utilizzo. Nel 2011 il carbone rappresentava solo il 5,6% dell'energia consumata in Brasile, ma è un'importante fonte strategica, che può essere attivata quando, ad esempio, i livelli dell'acqua nelle dighe sono molto bassi, riducendo l'eccesso di offerta d'acqua. energia idroelettrica. Ciò è avvenuto nel 2013, quando sono state chiuse diverse centrali termoelettriche, mantenendo così la fornitura necessaria, anche se a un costo maggiore.
Circa industria, Santa Catarina ha registrato un PIL industriale di 63,2 miliardi di R$ nel 2017, equivalente al 5,3% dell'industria nazionale. Impiega 761.072 lavoratori nel settore. I principali settori industriali sono: edilizia (17,9%), alimentare (15,9%), abbigliamento (7,4%), servizi pubblici di servizi industriali, quali elettricità e acqua (6,9%) e tessile (6, 0%). Questi 5 settori concentrano il 54,1% dell'industria statale.
I principali centri industriali di Santa Catarina sono Jaraguá do Sul, Joinville, Chapecó e Blumenau. La prima ha un carattere diversificato, con fabbriche di tessuti, prodotti alimentari, fonderie e industria meccanica. L'economia di Chapecó si basa sull'agrobusiness. Blumenau concentra la sua attività nell'industria tessile (insieme a Gaspar e Brusque) e recentemente anche nell'industria del software. All'interno dello Stato sono presenti numerosi piccoli centri manifatturieri, legati sia all'industrializzazione del legno che alla lavorazione dei prodotti agricoli e pastorali.

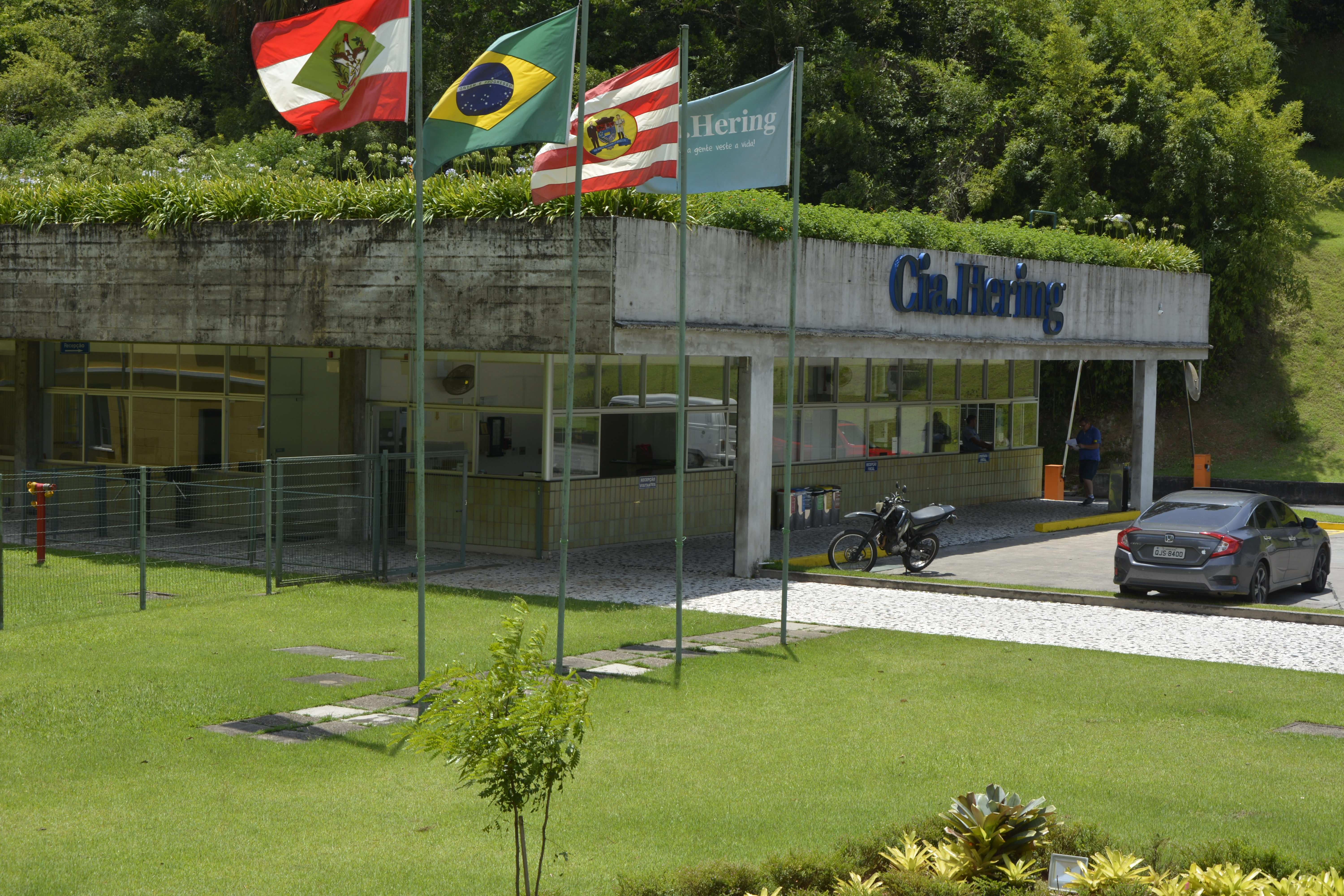
Sede centrale di Hering, a Blumenau

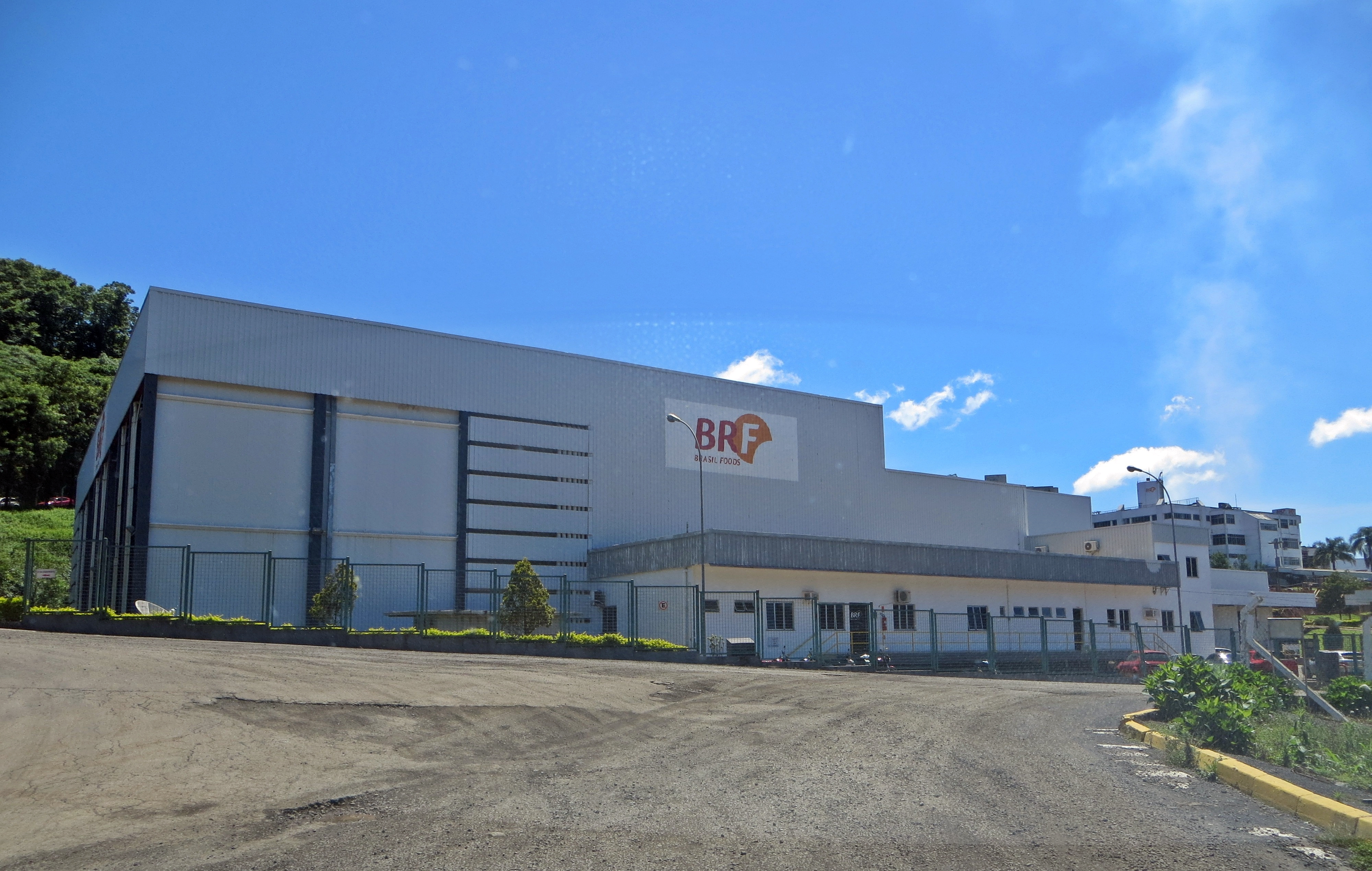
Sede di Perdigão, a Videira

In Industria tessile, Santa Catarina si distingue. Il Brasile, pur essendo nel 2013 tra i cinque maggiori produttori mondiali e rappresentativo nel consumo di tessuti e abbigliamento, ha pochissimo inserimento nel commercio mondiale. Nel 2015, le importazioni brasiliane si sono classificate al 25º posto (5,5 miliardi di dollari). E nelle esportazioni, era solo 40º nella classifica mondiale. La partecipazione del Brasile al commercio mondiale di tessili e abbigliamento è solo dello 0,3%, a causa della difficoltà di competere sui prezzi con i produttori in India e principalmente in Cina. Il valore lordo della produzione, che include il consumo di beni intermedi e servizi, dell'industria tessile brasiliana corrispondeva a quasi R $ 40 miliardi nel 2015, l'1,6% del valore lordo della produzione industriale in Brasile. Il Sud ha il 32,65% della produzione. Tra i principali gruppi tessili brasiliani spicca Vale do Itajaí (SC). Nel 2015, Santa Catarina è stata il secondo maggiore datore di lavoro nel settore tessile e dell'abbigliamento in Brasile. Occupa la leadership nazionale nella produzione di cuscini ed è il più grande produttore dell'America Latina e il secondo al mondo di etichette tessute. È il più grande esportatore nel paese di indumenti da bagno / cucina, tessuti di cotone e camicie di cotone. Alcune delle aziende più famose della regione sono Hering, Malwee, Karsten e Haco.
In Industria alimentare, nel 2019, il Brasile è stato il secondo esportatore mondiale di alimenti trasformati, con un valore di 34,1 miliardi di dollari in esportazioni. I ricavi dell'industria alimentare e delle bevande brasiliana nel 2019 sono stati di 699,9 miliardi di R $, il 9,7% del prodotto interno lordo del paese. Nel 2015, l'industria alimentare e delle bevande in Brasile comprendeva 34 800 aziende (senza contare i panifici), la stragrande maggioranza delle quali era piccola. Queste aziende impiegavano più di 1 600 000 lavoratori, rendendo l'industria alimentare e delle bevande il più grande datore di lavoro nel settore manifatturiero. Ci sono circa 570 grandi aziende in Brasile, che rappresentano una buona parte dei ricavi totali del settore. I primi 50 sono stati: JBS, AmBev, Bunge, BRF, Cargill, Marfrig, LDC do Brasil, Amaggi, Minerva Foods, Coca Cola Femsa, Aurora, Vigor, M .Dias Branco, Camil Alimentos, Solar.Br, Granol, Caramuru Alimentos, Bianchini, Copacol, Citrosuco, Três Corações Alimentos SA, Itambé, Ajinomoto, Algar Agro, Piracanjuba, Vonpar, Agrex, Frimesa, GTFoods Group, Grupo Simões, Elebat Alimentos, Garoto, Pif Paf Alimentos, J. Macêdo, Frigol, Josapar, Olfar Alimento e Energia, Embaré, Alibem, Dalia Alimentos, Asa Participações, Cacique, Frisa, Brejeiro Rice, Gomes da Costa, Pamplona, Moinhos Cruzeiro do Sul, Best beef, SSA Food e Correct. Santa Catarina creò società come Sadia e Perdigão (che in seguito si fusero con BRF), Seara Alimentos (che oggi appartiene a JBS), Aurora (tutti gli specialisti di carne), Gomes da Costa (pesce e conserve), Birreria Eisenbahn e Hemmer Alimentos (specialisti di conserve come cetrioli, barbabietola, palma, tra gli altri).
Nel settore automotive, lo stato ha stabilimenti GM e BMW.
Nella regione settentrionale dello Stato (Canoinhas, Três Barras, Mafra), spiccano il legno e l'industria della carta, dove le grandi industrie sono concentrate a causa del potenziale e l'esistenza di materie prime nella regione. Nelle industrie Serra (Rio Negrinho e São Bento do Sul), vengono eseguiti lavori di lavorazione legno, creando vari derivati e il prodotto finale. Lo stato si distingue a livello nazionale nella produzione di mobili in legno. In queste città, insieme alla città di Palhoça, si concentra il maggior volume di aziende. L'industria ha una partecipazione del 7,5% nel settore nazionale. Lo stato è il secondo esportatore di mobili del paese (2014). L'industria del legno di Santa Catarina si distingue con una quota del 17,1% in Brasile. È una delle più grandi del paese nella produzione di porte in legno ed è leader nazionale nei serramenti.
Responsabile della gestione di 6,5 miliardi di R$ in valore lordo della produzione industriale di Santa Catarina, il settore carta e cellulosa è una delle più importanti vocazioni economiche nella parte montuosa dello Stato. A Santa Catarina è l'ottavo per export e il decimo per creazione di posti di lavoro, con oltre 20,2 mila posti vacanti, secondo i dati del 2015. I comuni di Lages e Otacílio Costa insieme rappresentano circa il 47% del esportazioni di pasta di legno e carta di proprietà statale.
Nel Sud dello Stato (comprese le città di Imbituba, Tubarão, Criciúma, Forquilhinha, Içara e Urussanga) si concentrano le principali fabbriche di piastrelle ceramiche in Brasile. Lo Stato di Santa Catarina è anche leader del paese nella produzione di stoviglie e cristalli.

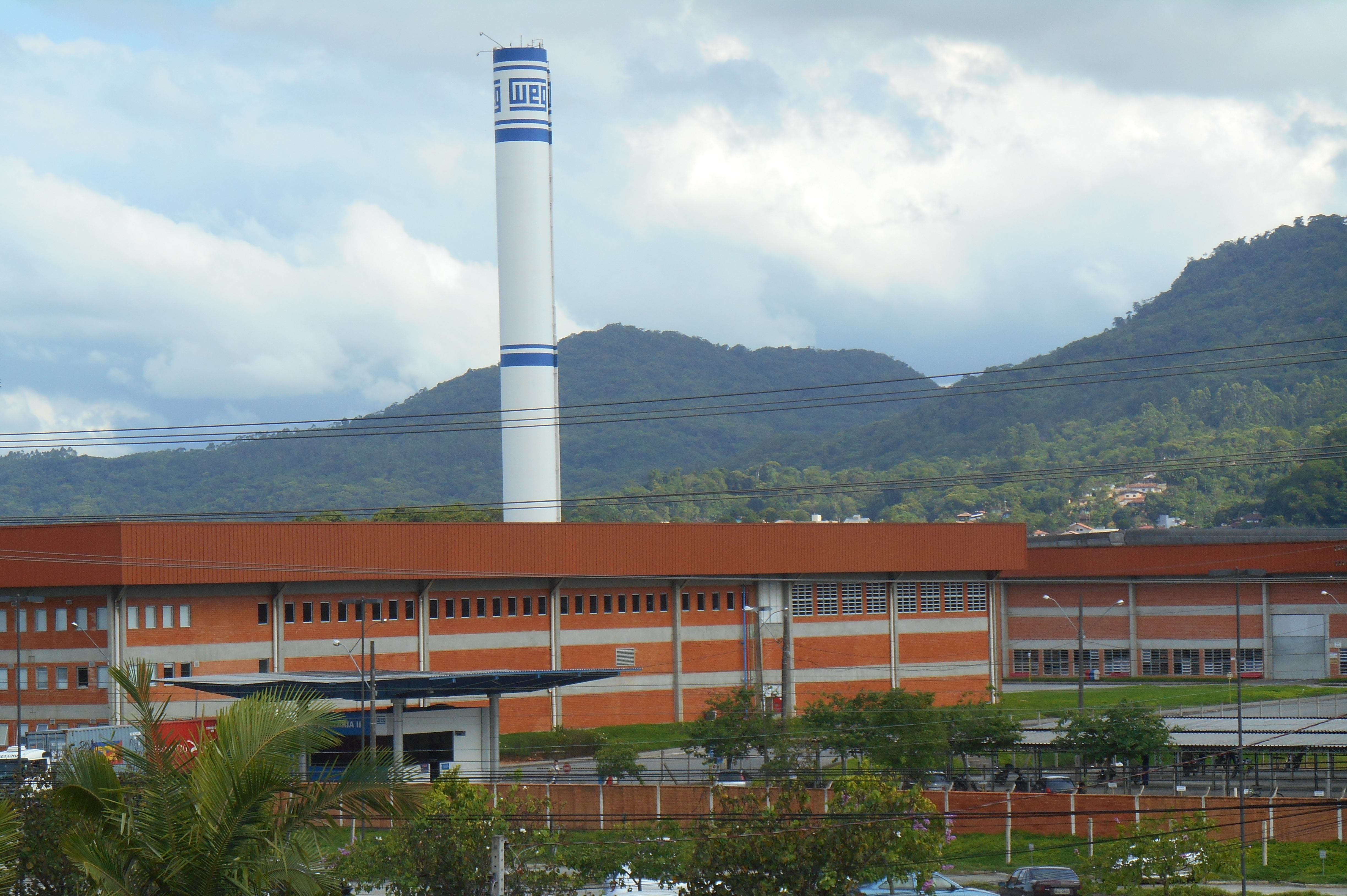
WEG, uno dei più grandi produttori di apparecchiature elettriche al mondo

Il Nord-est dello Stato si distingue nella produzione di motocompressori, ricambi auto, frigoriferi, motori e componenti elettrici, macchine industriali, tubi e raccordi. A Santa Catarina, l'industria dei macchinari e delle attrezzature si distingue nella produzione di compressori, essendo leader nelle esportazioni di questo prodotto tra gli Stati del paese. È anche un importante produttore di attrezzature forestali. Nella metallurgia, lo Stato ha il più grande produttore nazionale di lavelli, serbatoi e serbatoi in acciaio inossidabile, trofei e medaglie, elementi di fissaggio (viti, dadi, ecc.), Serbatoi rivestiti per combustibili, recipienti a pressione industriali e raccordi in ferro. malleabile. È il leader mondiale nei blocchi motore e nelle testate in ferro, essendo il più grande esportatore brasiliano di questo prodotto.
Nel settore calzaturiero, lo Stato ha un centro di produzione a São João Batista.
Nel settore elettrodomestici, le vendite di apparecchiature cosiddette "linea bianca" (frigorifero, aria condizionata e altri) sono state di 12,9 milioni di unità nel 2017. Il settore ha registrato il suo picco di vendite nel 2012, con 18,9 milioni unità. I marchi che hanno venduto di più sono stati Brastemp, Electrolux, Consul e Philips. Consul è originario di Santa Catarina, si è fusa con Brastemp e oggi fa parte della multinazionale Whirlpool Corporation.

### Turismo

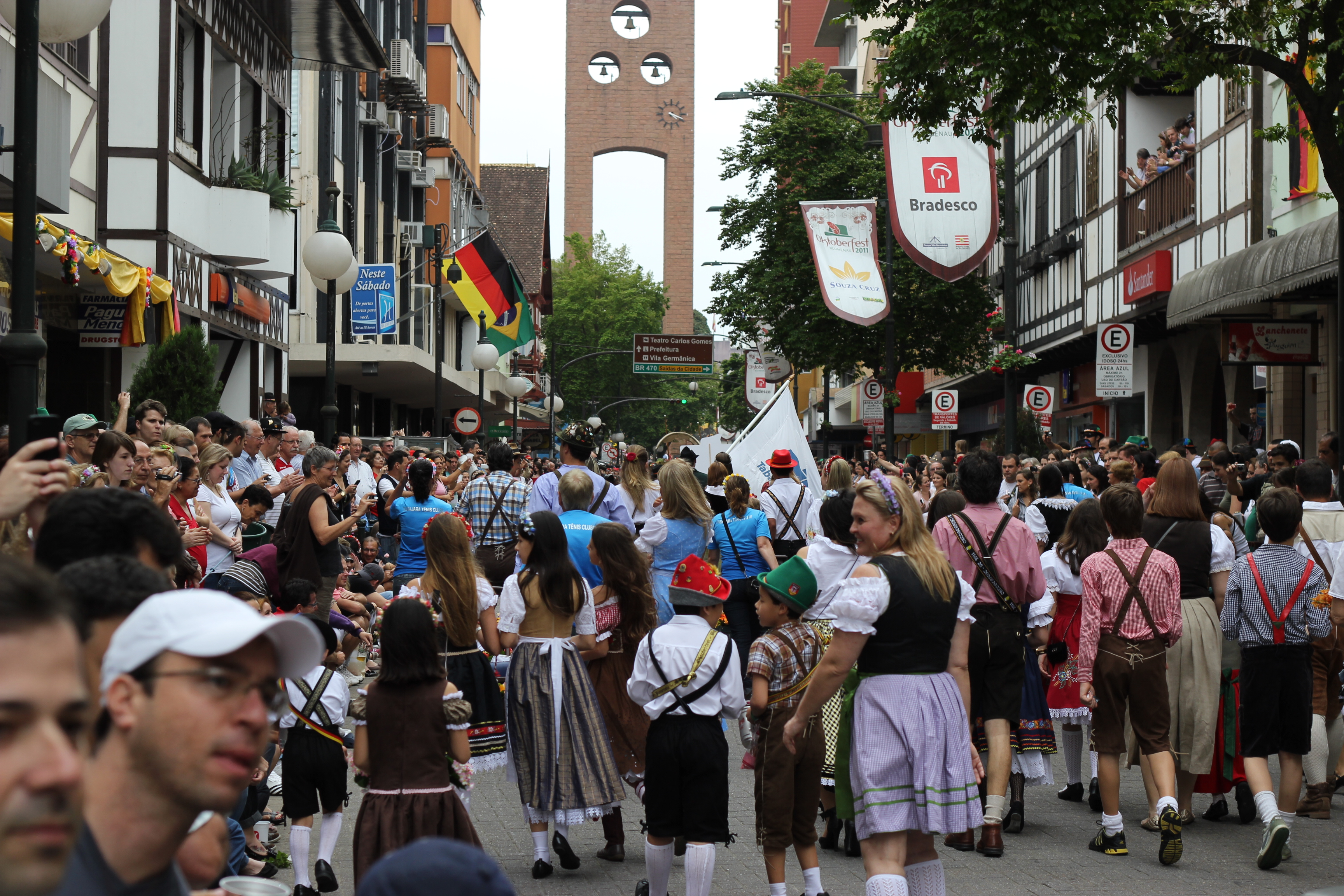
Oktoberfest di Blumenau

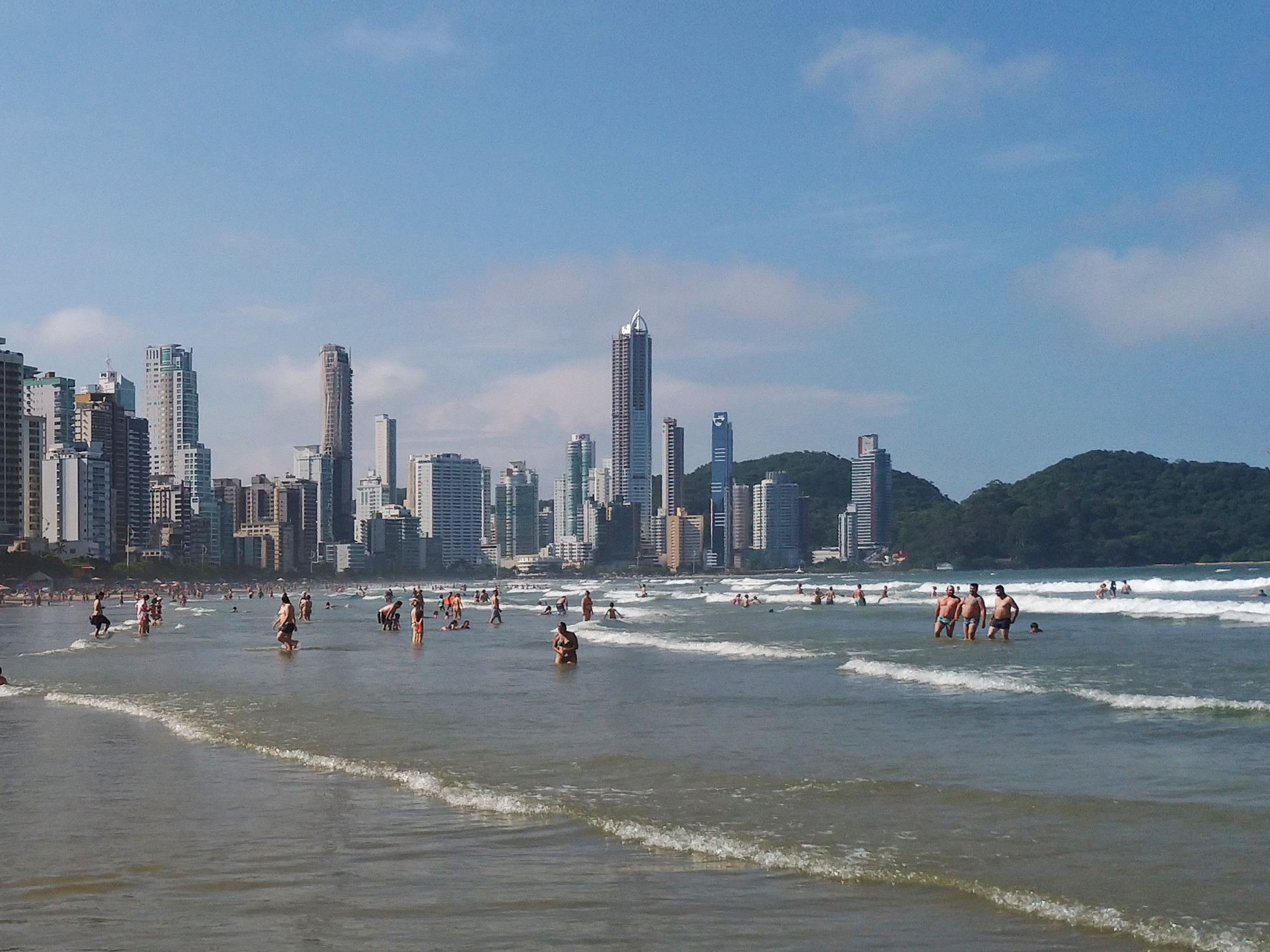
Balneário Camboriú

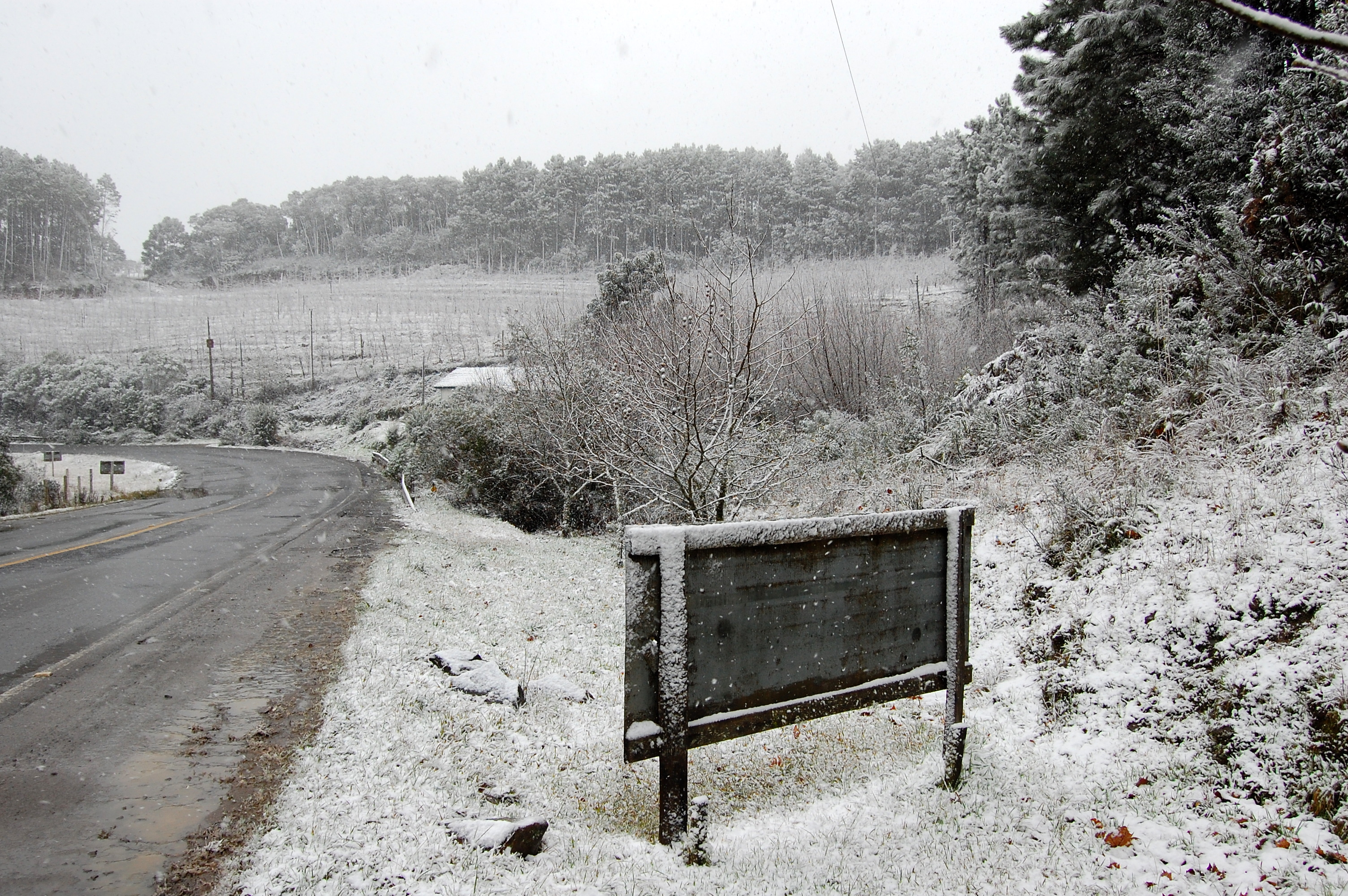
Neve nelle Alpi di Santa Catarina

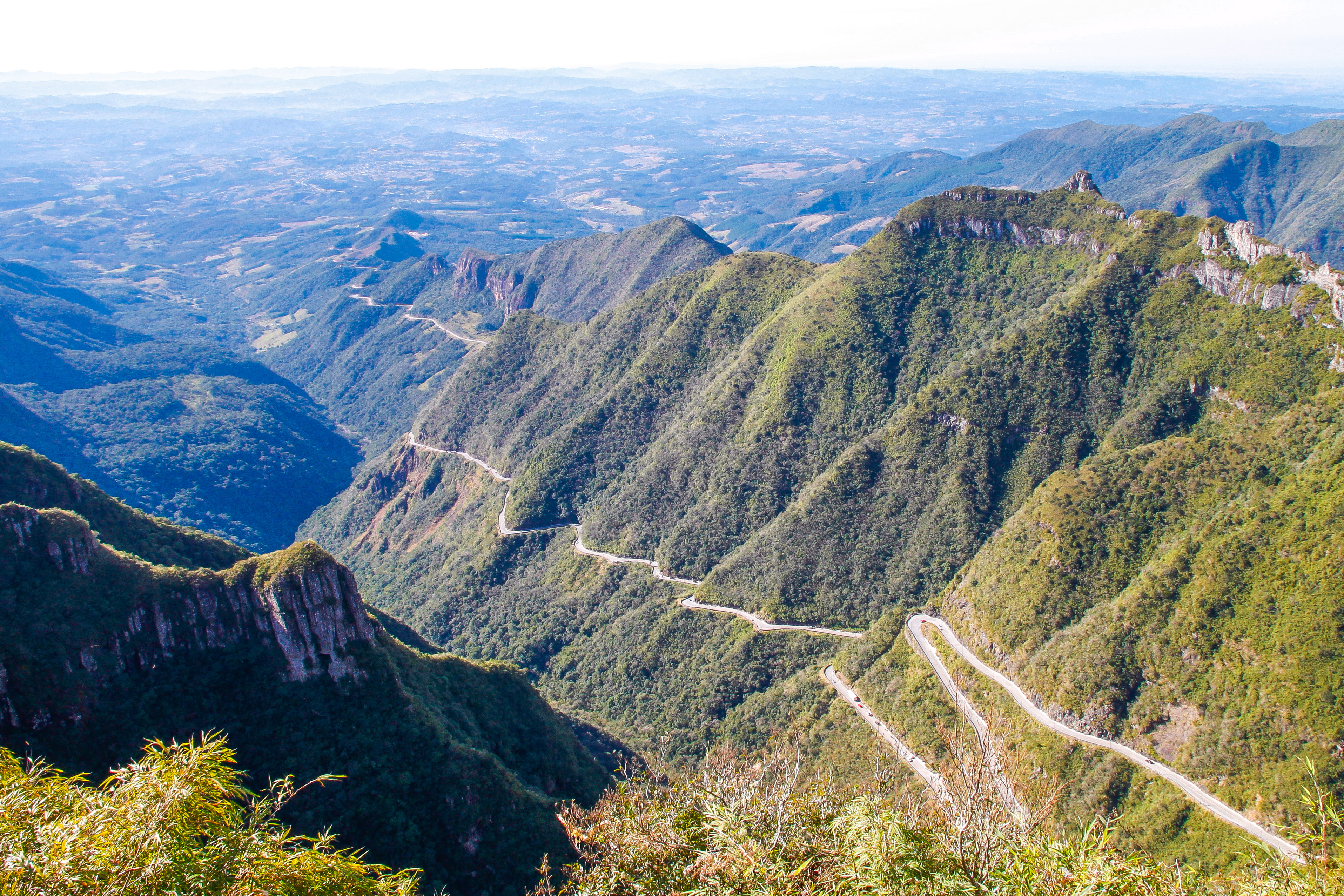
Le strade di Serra do Rio do Rastro

Nel 2019, delle dieci città brasiliane più visitate dai turisti internazionali, tre erano a Santa Catarina. Lo Stato ha la seconda città più visitata del Brasile (Florianópolis), oltre a Bombinhas e Balneário Camboriú. Itapema è nella lista dei quindici più visitati.
Santa Catarina ha diverse destinazioni ed eventi durante tutto l'anno: turismo rurale, località termali, turismo ecologico e sport d'avventura, monumenti e luoghi storici, turismo religioso, parchi Beto Carrero World e Unipraias a Balneário Camboriú e località balneari di Florianópolis, Laguna, Porto Belo e Itajaí.
Alcuni di questi luoghi possono essere visti solo in bassa stagione, come la neve sulla catena montuosa Catarinense, uno dei luoghi in Brasile dove nevica ogni anno.

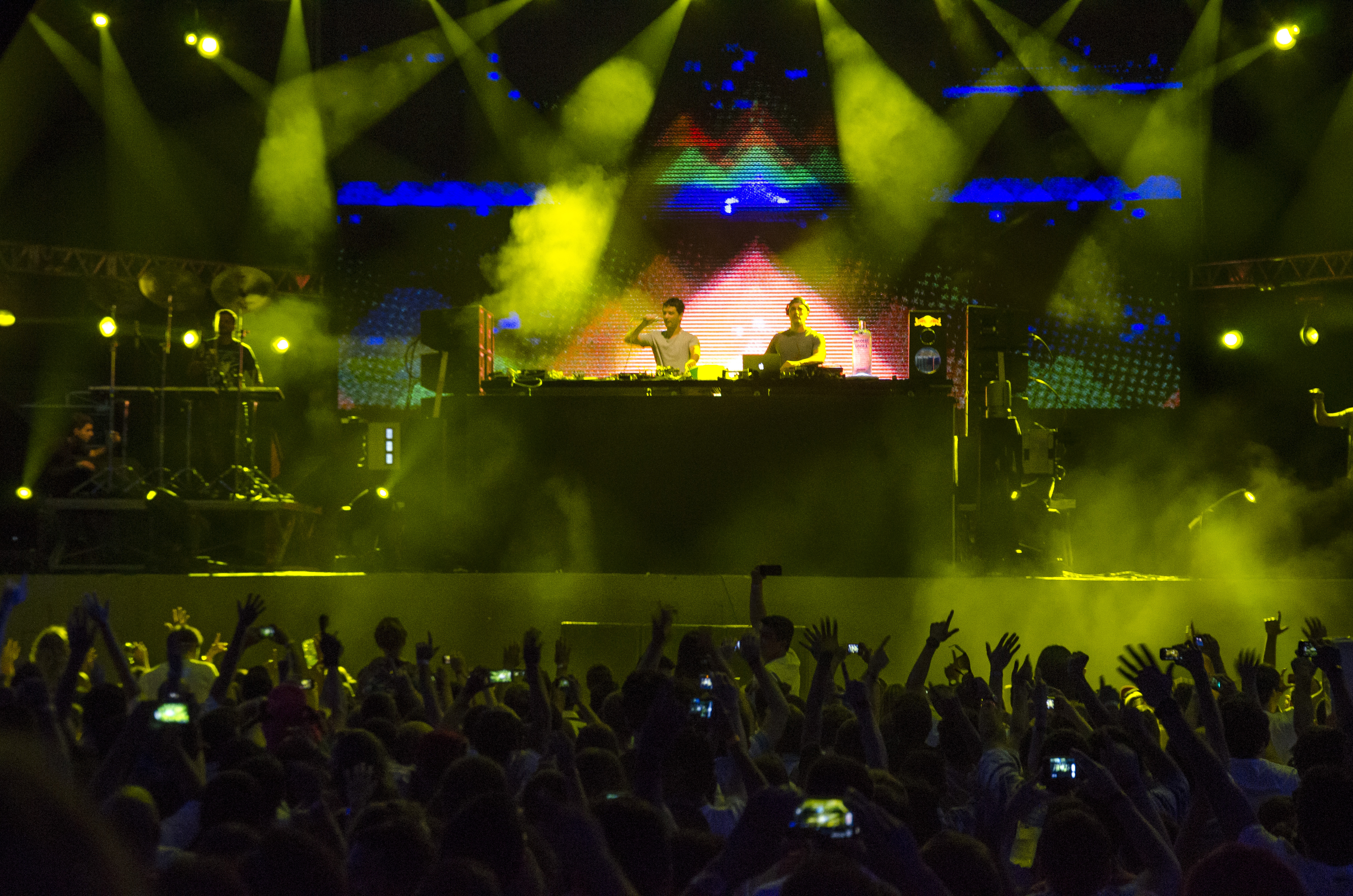
Una festa a Jurerê Internacional

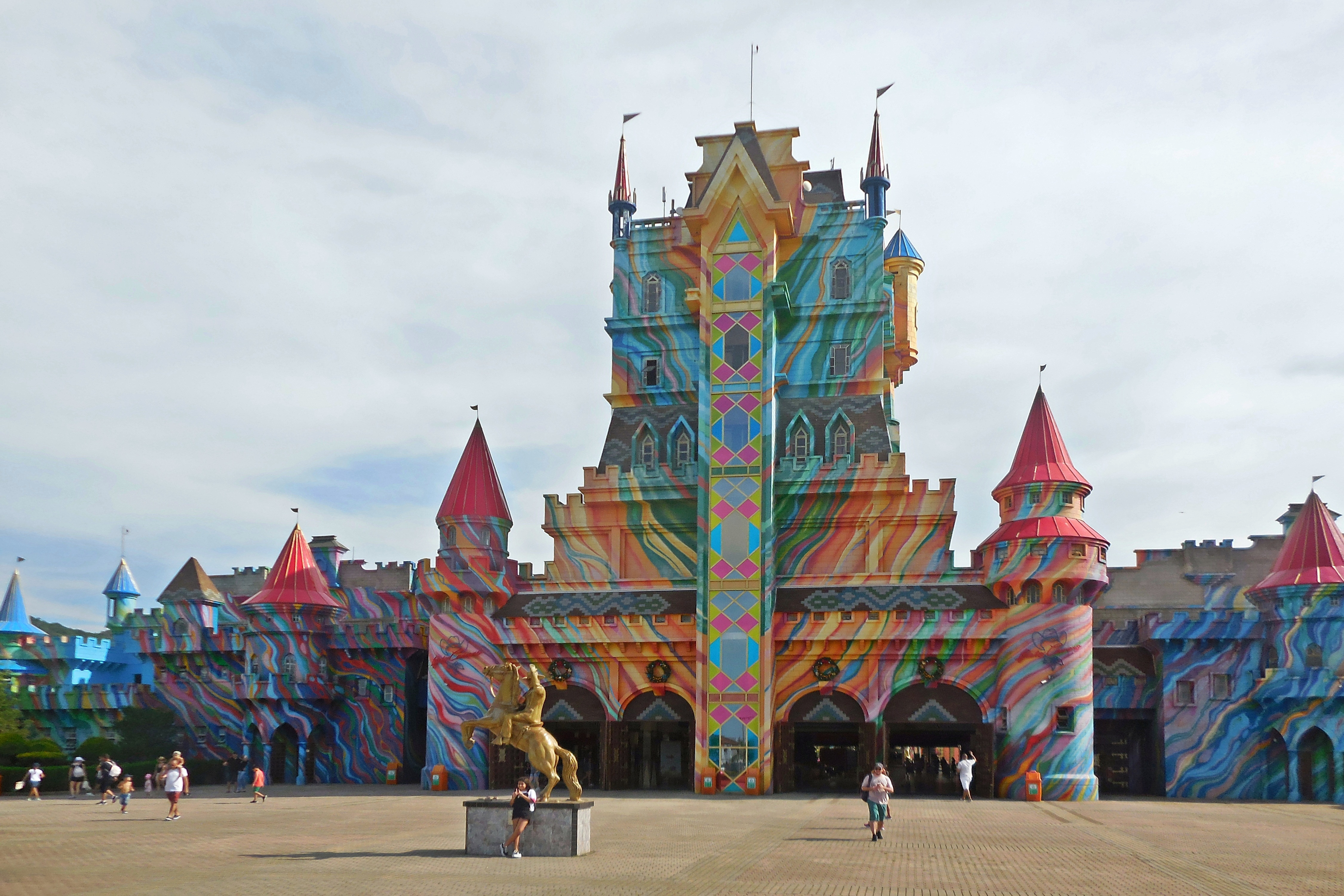
Beto Carrero World, il più grande parco divertimenti dell'America Latina

Tra luglio e novembre, la balena franca australe visita la costa dello Stato. Il comune di Timbó è un centro per gli sport d'avventura come il rafting e il canyoning.
Le feste popolari si svolgono nel mese di ottobre. L'Oktoberfest di Blumenau è il più grande del Brasile e il secondo al mondo (dopo il Monaco di Baviera in Germania).
Joinville è la città che ospita a luglio l'acclamato "Joinville Dance Festival", l'annuale "Festival dei fiori" a novembre che mette in mostra le orchidee prodotte nella regione e numerosi eventi aziendali nel suo Convention Center.
Florianópolis, la città/isola capitale dello Stato attrae un gran numero di turisti durante i mesi estivi che visitano le sue 42 spiagge.
Ci sono anche molte località turistiche più piccole, tra cui la capitale dei voli ultraleggeri Itapema, Piçarras, Barra Velha e Penha, sede del famoso parco divertimenti Beto Carrero World.
Un'interessante collaborazione tra l'uomo e la fauna selvatica si è sviluppata a Laguna (città natale di Anita Garibaldi, moglie e compagna d'arme del Unità d'Italia rivoluzionario Giuseppe Garibaldi): un branco di tursiope guida i pesci verso i pescatori che stanno sulla spiaggia in acque poco profonde. Poi si gira un delfino, che i pescatori prendono come segno per gettare le reti. I delfini si nutrono del pesce in fuga. I delfini non sono stati addestrati per questo comportamento; la collaborazione è segnalata dal 1847. La balena franca australe può essere vista anche in Laguna dalla riva durante la stagione invernale e primaverile.

## Infrastrutture e trasporti

### Strade

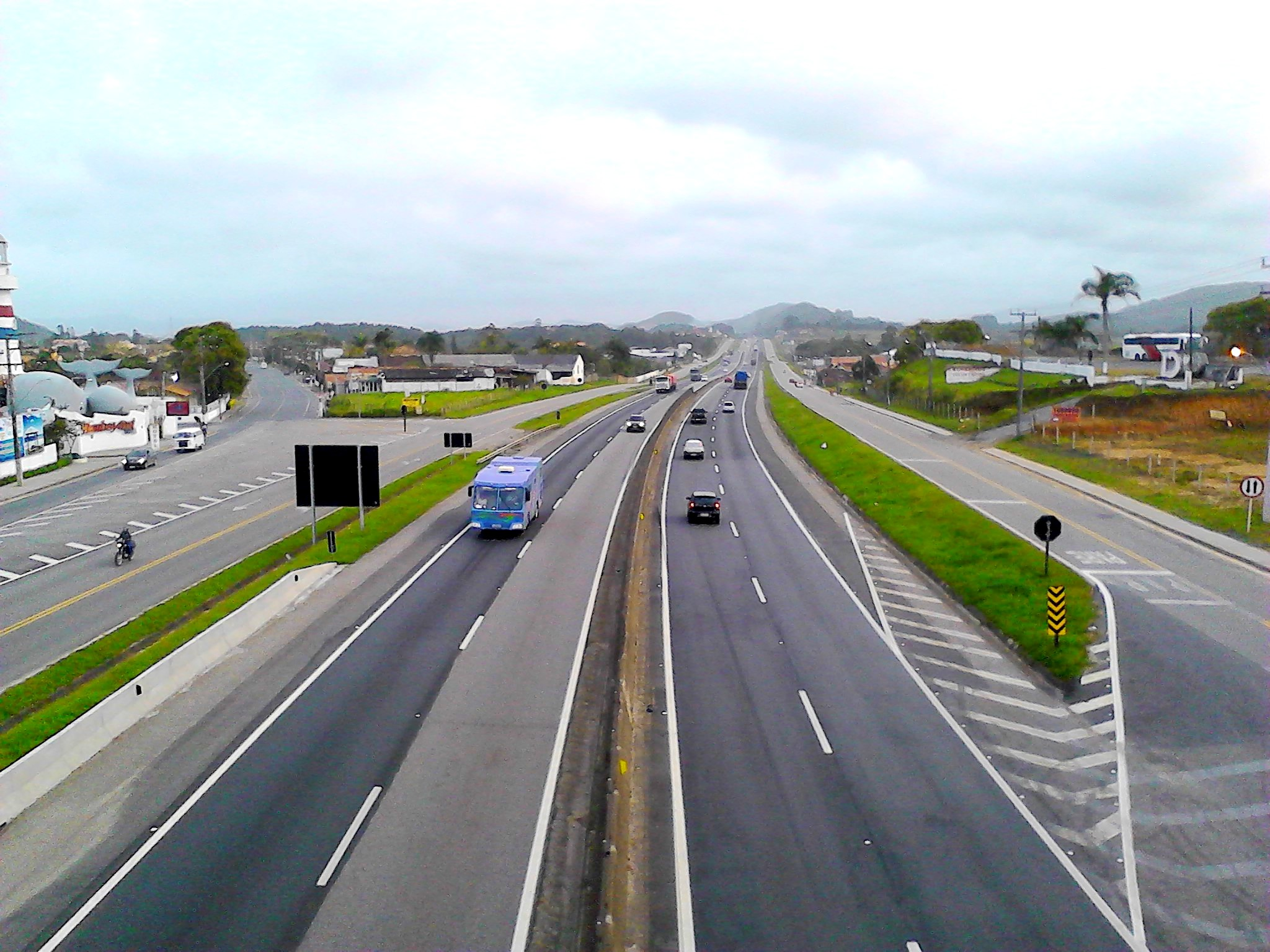
BR-101 vicino a Barra Velha

Nel 2019, Santa Catarina aveva 62 871 km di strade, di cui 9 321 km asfaltati, e di questi 556 km erano strade duplicate.
La strada principale è la BR-101, che è completamente duplicata, passando lungo la costa, dove si trovano la maggior parte delle 25 città dello Stato di Santa Catarina con il PIL più alto. Altro importante le autostrade dello Stato sono BR-470 e BR-280, attualmente in fase di duplicazione, BR-116, BR-282, BR-153 e BR-158.

### Aeroporti
Essendo uno Stato senza grandi metropoli, con città che non superano i 600 000 abitanti, Santa Catarina dispone di alcuni importanti aeroporti sparsi sul territorio. Cinque di loro effettuano voli commerciali:
Florianópolis, la capitale, è servita dall'aeroporto internazionale Hercílio Luz sia per voli nazionali sia internazionali. Il traffico è cresciuto in modo significativo e nell'ottobre 2019 è stato aperto un nuovo aeroporto per servire 2,7 milioni di passeggeri all'anno.
A Navegantes si trova l'Aeroporto di Navegantes, il secondo più grande di Santa Catarina e la principale porta d'accesso alla Regione Vale do Itajaí, composta da dodici comuni con un PIL di 49 miliardi di R$, che corrisponde al 15,3% del PIL dello Stato. L'aeroporto ha una capacità di 3,5 milioni di passeggeri all'anno.
A Joinville si trova l'aeroporto Joinville-Lauro Carneiro de Loyola, che serve la città più grande dello Stato di Santa Catarina, con 590 000 abitanti. La regione di Joinville è responsabile del 18,3% del PIL dello Stato ed è uno dei poli industriali più importanti per lo sviluppo del Sud del Paese. L'aeroporto ha una capacità di 800 000 passeggeri/anno.
A Chapecó si trova l'aeroporto di Chapecó, che serve la città più grande dell'Ovest dello Stato. L'aeroporto gestisce circa 500 000 passeggeri all'anno.
Nella zona vicino a Criciúma, la famosa regione carbonifera del Brasile, nel 2014 è stato inaugurato l'aeroporto regionale di Jaguaruna, che nel 2023 ha gestito circa 120 000 passeggeri all'anno.

### Porti

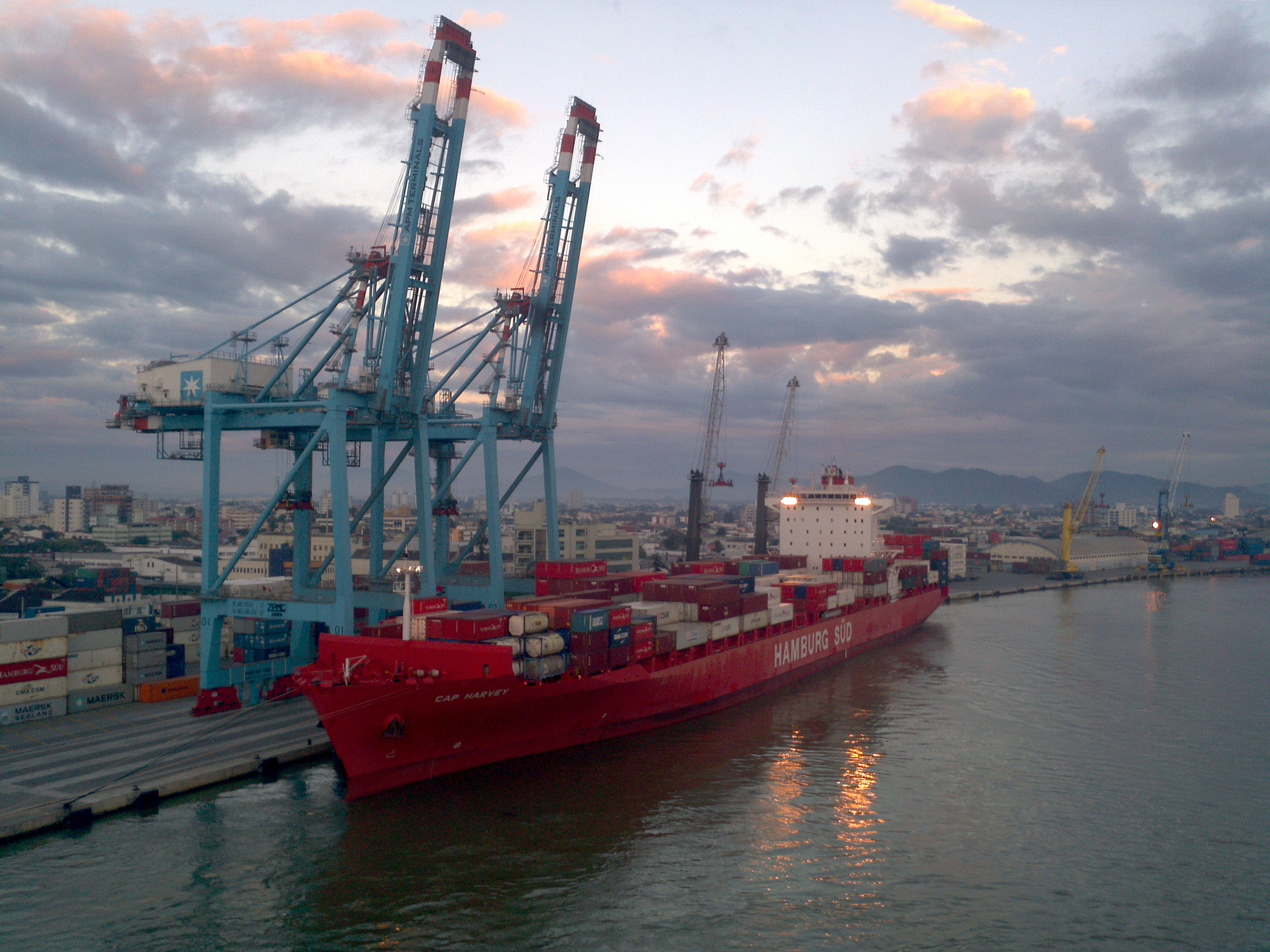
Il Porto di Itajaí è uno dei porti principali del Brasile

Lo stato ha cinque porti specializzati — Itajaí, São Francisco do Sul, Itapoá, Imbituba e Navegantes — i primi due sono di grande importanza. São Francisco do Sul è un importante esportatore di semi di soia, legno e polpa e un importatore di materiale in acciaio, come barre e bobine d'acciaio, nonché fertilizzanti e urea. Itajaí esporta molti prodotti a base di pollo, legno e carne e importa vari prodotti meccanici ed elettronici, chimici e tessili. Imbituba rappresenta un terminal del carbone e Laguna, un porto peschereccio. Itajaí ha avuto un movimento di merci di 18,9 milioni di tonnellate nel 2021 e São Francisco do Sul, 13,6 milioni, essendo tra le dieci più grandi del paese.

## Sport

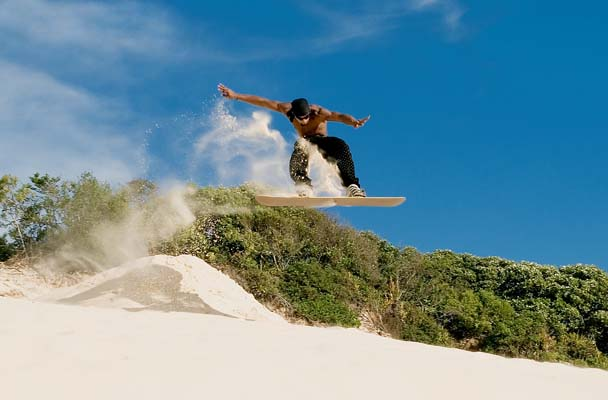
Sandboarder sulle dune di Florianópolis

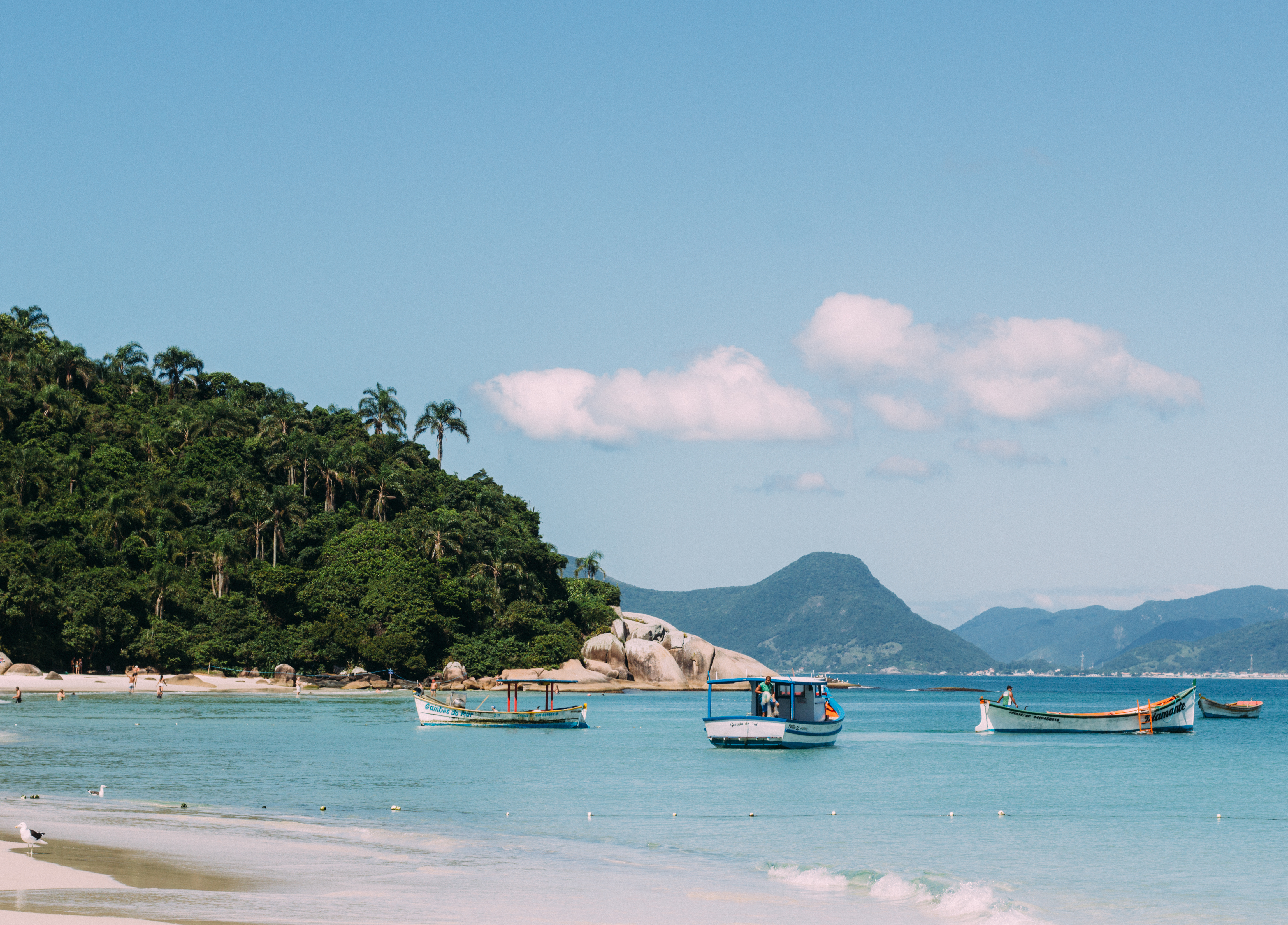
Praia de Campeche a Florianópolis

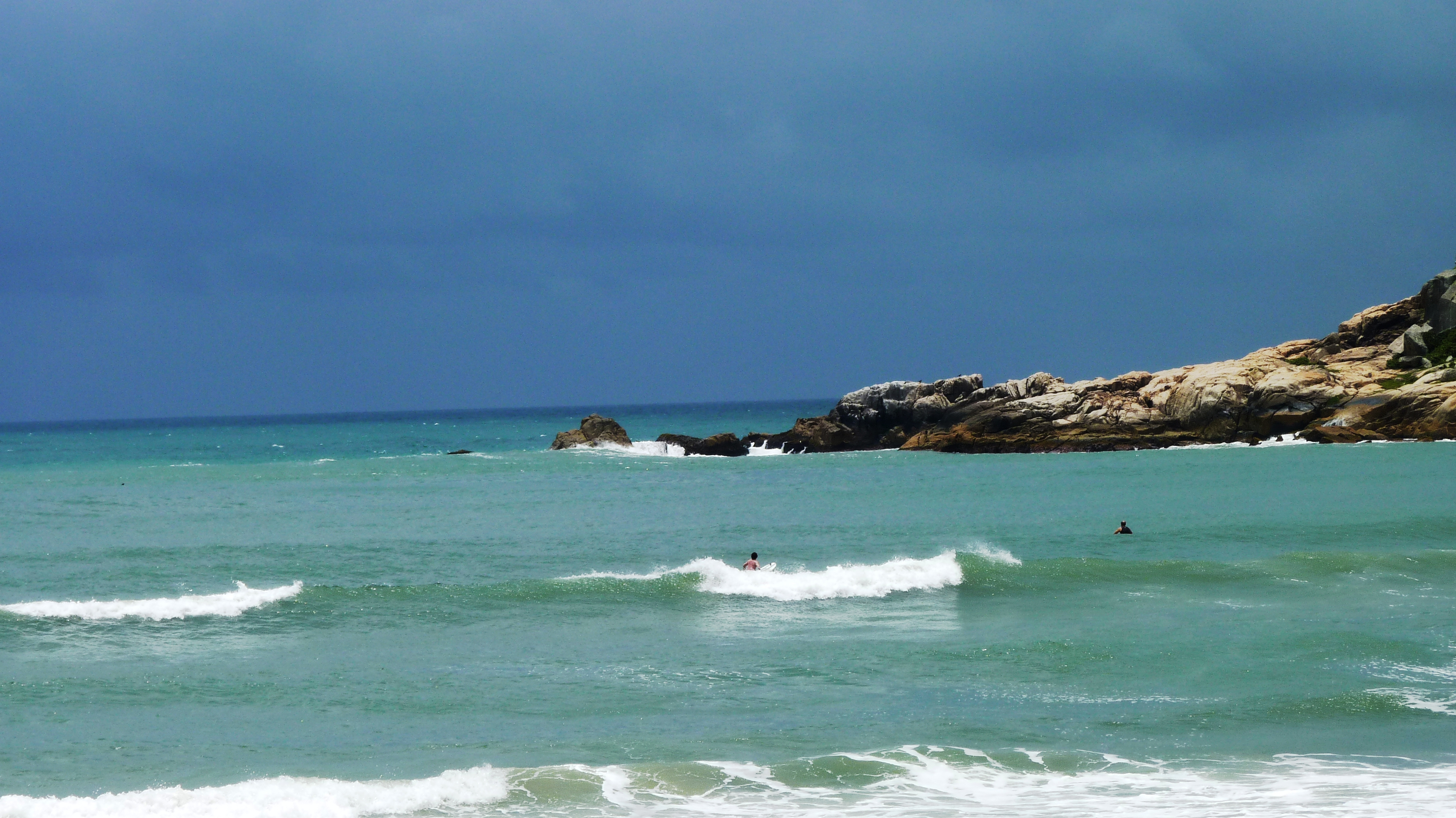
Praia do Rosa a Imbituba

Nello Stato di Santa Catarina sono nati atleti importanti, come: Gustavo Kuerten, il più grande tennista maschio della storia del Paese ; Pedro Barros, uno degli skater più importanti del Paese insieme a Bob Burnquist ; Darlan Romani, campione del mondo di lancio del peso , Tiago Splitter, campione della NBA , Fernando Scherer, medaglia olimpica e campione del mondo di nuoto, e Ana Moser, medaglia olimpica di pallavolo.
Le principali squadre di calcio di Santa Catarina sono:
Criciúma Esporte Clube di Criciúma. Criciúma EC, noto anche come "Tigre", è stato campione della Copa do Brasil (Coppa del Brasile) nel 1991, il campionato più importante vinto da una squadra di Santa Catarina da molto tempo. Criciúma è l'unica squadra di Santa Catarina che ha giocato la Copa Libertadores de América, nel 1992, quando era quinta. Criciúma ha vinto anche la seconda serie brasiliana del 2002 e la serie C del 2006. Attualmente Criciuma gioca nel Campeonato Brasileiro Série B, la seconda divisione nazionale brasiliana.
Figueirense Futebol Clube bianconero di Florianópolis. I suoi soprannomi sono Figueira (l'albero raffigurato nello stemma) e Furacão do Estreito. Il suo stadio è l'Orlando Scarpelli, situato nel Barrio Estreito nella parte continentale della città. Figueirense attualmente gioca nel Campeonato Brasileiro Série B, la seconda divisione del calcio brasiliano.
Avaí Futebol Clube, biancoceleste di Florianópolis. Conosciuto anche come O Leão da Ilha (Il leone dell'isola). Il suo stadio è Aderbal Ramos da Silva, popolarmente noto come Ressacada, situato nel barrio de Carianos, nel Sud dell'isola. Avaí attualmente gioca nel Campeonato Brasileiro Série B, la seconda divisione del calcio brasiliano.
Joinville Esporte Clube di Joinville. Conosciuto anche come "Tricolore" o "JEC". JEC ha vinto il Campeonato Brasileiro Série B, la seconda divisione del calcio brasiliano, nel 2014 ed è salito al Campeonato Brasileiro Série A, la prima divisione, ma attualmente gioca nel Campeonato Brasileiro Série C, la terza divisione, dopo due retrocessioni consecutive.
Associazione calcistica Chapecoense di Chapecó. Chapecoense gioca nel Campeonato Brasileiro Série A, la prima e principale divisione del calcio brasiliano. Il club si sta attualmente riprendendo dalla perdita di quasi tutte le sue prime attrezzature in un incidente aereo nel 2016.
A proposito di surf, in generale, si ritiene che l'isola di Campeche abbia le onde migliori e più consistenti del Brasile, e ad aprile di ogni anno ospita quella che attualmente è l'unica competizione di surf professionistico del World Championship Tour de l'ASP (Asociación de Surfistas Profesionales) de América del Sur. Il Brasile ha ospitato molti eventi del tour ASP negli ultimi 30 anni. I precedenti siti del concorso includono Rio de Janeiro, Barra de Tijuca e Saquarema, ma negli ultimi quattro anni il tour è stato stabilito a Florianópolis. Celebrato in precedenza al termine del tour, negli ultimi anni in Brasile sono stati incoronati diversi campioni del mondo ASP. Nel 2004 era Andy Irons, e nel 2005 Kelly Slater (che aveva già il titolo mondiale ASP 2006 cucito dal Brasile).

Arena Condá, a Chapecó, lo stadio più grande di Santa Catarina e quartier generale di Chapecoense

## Bandiera

La bandiera di Santa Catarina

Lo scudo centrale reca il simbolo dello Stato ed è poggiato su una losanga verde, a sua volta posta su tre bande colorate (rosso-bianco-rosso). La bandiera fu adottata il 29 ottobre 1953 con la legge numero 975. Presenta evidenti rimandi ai simboli italiani.

## Inno
L'Inno di Santa Catarina fu adottato il 6 settembre 1895. La musica è di José Brazilício de Souza e il testo di Horácio Nunes.

## Lingue minoritarie
Le lingue minoritarie parlate nello Stato di Santa Catarina possono essere divise in due gruppi:
- le lingue autoctone, cioè quelle parlate dagli indigeni (kaingang e guaraní soprattutto).
- le lingue degli immigrati: il tedesco (Hunsrückisch, pomerano orientale, Plautdietsch); il talian (conosciuto anche come Vêneto Sul-Riograndense oppure Vêneto brasileiro), il lombardo (a Botuverá si parla ancora il lombardo nella sua variante bergamasca), il polacco e il russo.

## Città
- Águas Mornas
- Araranguá
- Blumenau
- Capinzal
- Chapecó
- Concórdia
- Criciúma
- Florianópolis
- Ibirama
- Imbituba
- Itajaí
- Itapoá
- Joinville
- Lages
- Laguna
- Presidente Castelo Branco
- São José
- São Francisco do Sul
- São Bento do Sul
- Palhoça
- Timbó
- Rio do Sul